# Sechium mexicanum
Sechium mexicanum är en gurkväxtart som beskrevs av R. Lira och M. Nee. Sechium mexicanum ingår i släktet Sechium och familjen gurkväxter. Inga underarter finns listade i Catalogue of Life.